# Velefique
Velefique este o municipalitate din provincia Almería, Andaluzia, Spania, cu o populație de 310 locuitori.